# 福原由莉奈
福原 由莉奈（ふくはら ゆりな、8月21日 - ）は、日本の声優。女性。岡山県津山市出身。以前はプロダクション・エースに預かり所属していた。プロダクション・エース演技研究所出身。

## 経歴
- 日本工学院専門学校在学中に、明・めぐみのドリーム・ドリーム・パーティで、ドリームチャレンジャー11期（D.F.A 6期）生アシスタントとして活動。
- 2010年6月に舞台のアニソンカフェ☆ゆめが丘で新メンバーとしてデビュー。
- 2011年7月放送開始の『R-15』の鳴唐吹音役でアニメ初出演。
- 同アニメ主要キャラクターの声優によるユニット『R-15♡（あーる・ふぃふてぃーん・らヴ）』としてOPテーマ「マジヤバもーそうLOVE♥」、EDテーマ「HIRAMEKI！ピース(≧▽≦)v」で歌手デビュー。

## 人物
- 特技は、ものまねと麻雀。
- 普段喋るときの声が非常に高く、特徴的であるため、明・めぐみのドリーム・ドリーム・パーティ内で福原が登場するたびに、メインパーソナリティの豊口めぐみがよく真似をしていた。
- 空を撮ることが好きで、ブログでも度々空の写真がアップされている。

## 出演作品

### テレビアニメ
2011年
- R-15（鳴唐吹音）

### ゲーム
- プリンセスプロダクション（月見里ちさ）

### ラジオ
- 明・めぐみのドリーム・ドリーム・パーティ[2]

### web番組
- アニ★ゆめ♡R-15（ニコニコチャンネル内アニ☆ゆめ チャンネル：2011年5月14日-[3]）

### 舞台
- アニ★ゆめ東京・恵比寿　AMGホールでの定期公演（UnitEでレギュラー出演：2010年6月26日 - 2010年9月25日）[4]
- アニ★ゆめ♡R-15東京・恵比寿　AMGホールでの定期公演（レギュラー出演：2011年4月30日- ）[5]

### 音楽CD
- TVアニメ「R-15」ED主題歌 「HIRAMEKI！ピース(≧▽≦)v」R-15♡（あーる・ふぃふてぃーん・らゔ）（合田彩、村上まどか、福原由莉奈、柏山奈々美、積田かよ子、小松真奈、村井理沙子、月宮みどり）[6]
- TVアニメ「R-15」OP主題歌「マジヤバもーそうLOVE♥」R-15♡（あーる・ふぃふてぃーん・らゔ）（合田彩、村上まどか、福原由莉奈、柏山奈々美、積田かよ子、小松真奈、村井理沙子、月宮みどり）[7]